# 深作
深作（ふかさく）は、埼玉県さいたま市見沼区の町名および大字。現行行政地名は深作一丁目から深作五丁目および大字深作。住居表示未実施地区。郵便番号は337-0003。本項では、かつて同地域に存在した北足立郡深作村（ふかさくむら）についても記す。

## 地理
さいたま市見沼区北端部の沖積平野に位置する。西で春岡・島町・東大宮・丸ヶ崎町に、北で丸ヶ崎・春野に、南で卸町・宮ヶ谷塔・小深作に、東で岩槻区岩槻・箕輪・平林寺に隣接する。
概ね綾瀬川の右岸にあたり、深作川・見沼代用水東縁と国道16号（東大宮バイパス）が縦貫するほか、埼玉県道322号東門前蓮田線が通過する。
深作東部土地区画整理事業により、大字深作の一部から深作一丁目から三丁目が成立した後、同区域と岩槻区に挟まれた区域に深作四丁目・五丁目が設置され、残部が大字深作として現存するが、大字部分は相次ぐ町名変更により飛地状になっている。
かつての深作村の全域が深作沼に付随する湿地帯であり、田植えも耕作船を必要とした。現在、一部を残し深作沼は埋め立てられ、宅地が造成されている。また、綾瀬川沿いに自然堤防（微高地）があり、そこに岡野洛（おかのら）と称される江戸期からの集落がある。
見沼代用水東縁の直下に活断層の綾瀬川断層が存在するため、用水路を境に高低差がある。また、見沼代用水東縁の流域に沿って緑のヘルシーロードが整備されている。

### 河川
- 見沼代用水東縁
- 綾瀬川
- 深作川

### 地価
国土交通省地価公示

①
- 所在および地番：深作一丁目27番地6外
- 価格：98,5000円/m2
- 利用現況：店舗

②
- 所在および地番：深作三丁目39番地9
- 価格：100,000円/m2
- 利用現況：住宅

①②共に 2016年（平成28年）1月1日時点

## 歴史

### 地名の由来
綾瀬川の狭間にあったことから。

### 沿革
もとは江戸期より存在した武蔵国足立郡南部領に属する深作村であった。古くは武蔵岩槻領に属し岩槻城主太田氏の家臣である八木橋大膳の所有であったと云われている。村高は正保年間の『武蔵国田園簿』では1107石余（田759石余、畑347石余）、『元禄郷帳』では1295石余、『天保郷帳』では見沼代用水の開削により石高がやや減少し1160石余であった。助郷は日光御成街道岩槻宿に出役していたが、寛保・宝暦年間は中山道大宮宿にも出役していた。化政期の戸数は150軒で、村の規模は東西30町、南北15町余であった。地勢的に綾瀬川に近く、度々大水の被害に見舞われていたという。
- 1591年（天正19年）より一部の知行が旗本森川（助）氏、1592年（文禄元年）より一部の知行が旗本森川（久）氏となり森川2氏による相給、1625年（寛永2年）より一部が岩槻藩領となり、1645年（正保元年）までの間は幕府領と岩槻藩領、および旗本森川両氏の知行による相給で経過する[7]。なお、検地は1629年（寛永6年）に実施。
- 1645年（正保元年)より2カ所ある旗本森川氏領のひとつが幕府領となり、1681年（天和元年）より岩槻藩領が幕府領となる[7]。
- 1698年（元禄10年）より一部の知行が旗本大沢氏となり、1706年（宝永3年）より一部の知行が旗本松平氏となり3氏による相給[7]。なお、鶴牧沼を新田開発した鶴牧沼新田を領し検地は1731年（享保16年）に実施。
- 1728年（享保13年）2月に見沼代用水（東縁）の開削が行なわれ、完成する。
- 1828年（文政11年）より岩槻宿寄場西組39か村組合に所属[7]。
- 幕末の時点では足立郡に属し、明治初年の『旧高旧領取調帳』の記載によると、知行は旗本大沢弾正・森川采女・松平勝之助の相給[8]。
- 1868年（慶応4年）6月19日 - 武蔵知県事・山田政則（忍藩士）の管轄となる。
- 1869年（明治2年）
  - 1月13日 - 武蔵知県事・宮原忠英の管轄区域に大宮県を設置。県庁は東京府馬喰町に置かれる。
  - 9月29日 - 県庁が浦和に置かれ浦和県に改称。
  - 12月2日 - 旗本領が上知され、浦和県の管轄となる（府藩県三治制も参照）。
- 1871年（明治4年）11月13日 - 第1次府県統合により埼玉県の管轄となる。
- 1879年（明治12年）3月17日 - 郡区町村編制法の埼玉県での施行により北足立郡に属す。郡役所は浦和宿に設置。
- 1889年（明治22年）
  - 4月1日 - 町村制の施行により、北足立郡深作村が単独で自治体を形成。大字はなし。
  - 4月26日 - 地内の宝積寺を仮用して清和尋常小学校（後の春岡尋常小学校、現・さいたま市立春岡小学校）が創立される[9]。
- 1892年（明治25年）9月21日 - 丸ヶ崎村・宮ヶ谷塔村・小深作村と合併して春岡村が発足[10][11]。同日深作村廃止。春岡村の大字深作となる。
- 1923年（大正12年）10月15日 - 地内に春岡尋常小学校（現・さいたま市立春岡小学校）が宝積寺より現在地に移転する[9]。
- 1955年（昭和30年）1月1日 - 春岡村が大宮市に編入合併される[10]。大宮市の大字となる。
- 1966年（昭和41年） - 地内に芝浦工業大学大宮キャンパスが開校する。
- 1971年（昭和46年）
  - 1月22日 - 一部を事業区域に含む深作東部土地区画整理事業および深作西部土地区画整理事業の都市計画決定が告示される[12]。
  - 4月27日 - 深作東部土地区画整理事業および深作西部土地区画整理事業の事業計画決定が告示される[12]。
- 1983年（昭和58年）7月5日 - 町名地番変更により、大字深作の一部から卸町一丁目・二丁目が成立[13]。
- 1985年（昭和60年）7月10日 - 町名地番変更により、大字宮ヶ谷塔および大字深作の各一部から宮ヶ谷塔一丁目 - 三丁目が成立[13]。
- 1986年（昭和61年）8月23日 - 深作東部土地区画整理事業の換地処分が前日に行われた[12]ことに伴い、町名地番変更が行われ、大字深作から深作一丁目 - 三丁目が成立[13]。
- 1988年（昭和63年）1月30日 - 大字深作と、岩槻市から編入した大字平林寺、大字箕輪、大字岩槻の各一部から深作四丁目・五丁目が成立[13]。
- 1990年（平成2年）1月5日 - 一部を事業区域に含む[14]丸ヶ崎土地区画整理事業の事業計画決定が告示される[12]。
- 1992年（平成4年）2月10日 - 住居表示実施により、大字深作および大字丸ヶ崎の各一部から春野一丁目 - 三丁目が成立[15]。
- 1996年（平成8年）3月29日 - 一部を事業区域に含む大宮深作土地区画整理事業の都市計画決定が告示される[12]。
- 1997年（平成9年）5月8日 - 大宮深作土地区画整理事業の事業計画決定が告示される[12]。
- 1998年（平成10年）6月1日 - 地内に大宮市立春野図書館（現・さいたま市立春野図書館）が開館する。
- 2000年（平成12年） - 深作多目的遊水地が完工する[16]。
- 2001年（平成13年）5月1日 - 浦和市・大宮市・与野市が合併し、さいたま市が発足。さいたま市の町名および大字となる。
- 2003年（平成15年）4月1日 - さいたま市が政令指定都市に移行し、見沼区の町名および大字となる。
- 2005年（平成17年）12月17日 - 大宮深作土地区画整理事業の換地処分が前日に行われた[12]ことに伴い、町名地番変更が行われ、大字深作および大字丸ヶ崎の各一部から春野四丁目が成立[17]。
- 2009年（平成21年）1月10日 - 深作西部土地区画整理事業の換地処分が前日に行われた[12]ことに伴い、町名地番変更が行われ、大字深作・大字丸ヶ崎・大字小深作および島町の各一部から春岡一丁目 - 三丁目が成立[17]。これによりさいたま市立春岡小学校の所在地が大字深作4338-2から春岡二丁目29-1に変更され、深作から外れる。

### 深作村に存在していた小字
- 島・稲荷原・新田・溜井原・西原・入の山・原・西谷・貝崎・貝崎下・八幡下・新堤・明定・関前・岡野落・八反田・五反地・風間・皿沼・四反八畝・戸崎・戸崎前・本村・御手洗瀬・小山下・観音寺下・寺下西郭・中島・稲荷台・諏訪台・新原[18]

## 世帯数と人口
2017年（平成29年）9月1日時点の世帯数と人口は以下の通りである。
| 大字・丁目 | 世帯数    | 人口    |
| ---------- | --------- | ------- |
| 深作       | 344世帯   | 718人   |
| 深作一丁目 | 571世帯   | 1,471人 |
| 深作二丁目 | 403世帯   | 1,040人 |
| 深作三丁目 | 611世帯   | 1,554人 |
| 深作五丁目 | 90世帯    | 237人   |
| 計         | 2,019世帯 | 5,020人 |

## 小・中学校の学区
市立小・中学校に通う場合、学区（校区）は以下の通りとなる。
| 大字・丁目 | 区域 | 小学校                 | 中学校                 |
| ---------- | --- | ---------------------- | ---------------------- |
| 大字深作   | 195 - 199番地、209番地、220 - 222番地、227番地、231番地 236・237番地、288番地、293・294番地、307番地、770番地 847番地、850番地、859番地、865番地、868 - 870番地 877・878番地、880番地、885番地、891番地、894番地 899 - 905番地、909番地、911 - 914番地、920・921番地 925番地、927番地、930 - 932番地、934・936番地、939番地 944番地、946 - 950番地、953番地、955 - 959番地、962番地 966番地、968・969番地、972番地、975番地、978番地 982番地、985 - 987番地、994番地 | さいたま市立春岡小学校 | さいたま市立春野中学校 |
| 大字深作   | 1 - 1226番地（上記以外）、2862 - 3907番地 3928番地以降 | さいたま市立春岡小学校 | さいたま市立春里中学校 |
| 大字深作   | 1227 - 2861番地、3908 - 3927番地 | さいたま市立春野小学校 | さいたま市立春野中学校 |
| 深作一丁目 | 全域 | さいたま市立春岡小学校 | さいたま市立春里中学校 |
| 深作二丁目 | 全域 | さいたま市立春野小学校 | さいたま市立春野中学校 |
| 深作三丁目 | 1 - 25番地、153番地 | さいたま市立春岡小学校 | さいたま市立春野中学校 |
| 深作三丁目 | その他 | さいたま市立春野小学校 | さいたま市立春野中学校 |
| 深作四丁目 | 全域 | さいたま市立春野小学校 | さいたま市立春野中学校 |
| 深作五丁目 | 全域 | さいたま市立春野小学校 | さいたま市立春野中学校 |

## 交通

### 鉄道
町域に鉄道は敷設されていない。最寄り駅はJR東北本線（宇都宮線）東大宮駅および東武野田線（東武アーバンパークライン）七里駅であり、前者は深作三丁目39番地9の地点より3.0 kmの地点にある。

### バス
- 国際興業バス
  - さいたま東営業所
    - 東大01：東大宮駅 - 東大宮六丁目 - 深作中 - アーバンみらい
    - 東大02：東大宮駅→東大宮六丁目→深作中→アーバンみらい→ファミリータウン西→ 東大宮六丁目→東大宮駅〈春岡先回り循環〉（午前のみ）
    - 東大02：東大宮駅→東大宮六丁目→ファミリータウン西→アーバンみらい→深作中→東大宮六丁目→東大宮駅〈ファミリータウン先回り循環〉（午後のみ。深夜バスも運行・平日のみ2本）
    - 東大02-2：東大宮駅 - 東大宮六丁目 - ファミリータウン西 - アーバンみらい - 深作中
    - 東大81：さいたま東営業所 - 神宮台入口 - 七里駅入口 - 深作中 - アーバンみらい - 丸ヶ崎火の見下 - 東大宮駅
（東大宮駅→さいたま東営業所に深夜バスも運行・平日のみ2本）
    - 七里01：さいたま東営業所 - 神宮台入口 - 七里駅入口 - 深作中 - アーバンみらい
    - 大14：大宮駅東口→西中野→大和田駅入口→東大宮駅→アーバンみらい→深作中（深夜バス・平日のみ1本）

### 道路
- 国道16号
  - 東大宮バイパス
- 埼玉県道322号東門前蓮田線（大間木丸ヶ崎線）
- 堀崎深作線
- 東大宮岩槻線

## 施設
大字深作
- 埼玉県赤十字血液センター
- さいたま市水道局 深作配水場
  - 親水公園（水とスポーツ公園）を併設
- 学校法人芝浦工業大学大宮キャンパス
- 新田公園
- 新田中公園
- 新田南公園
- 深作新田自治会館

深作一丁目
- 大宮東警察署春岡交番
- 見沼区役所春岡支所
  - 春岡公民館を併設
- 家庭保育くらぶ はぐくみ保育所 - 認可外保育施設
- JAさいたま春岡支店
- ヤマト運輸さいたま深作センター
- 御嶽神社
- 西郭公園
- 中ノ島公園

深作二丁目
- 武蔵野銀行深作支店
- 春野ケアセンターそよ風
- 観音寺下公園
- 深作自治会館
- 深作氷川神社・深作公園
- 大宮戸崎公園

深作三丁目
- 貝崎公園
- 海崎公園
- 曹洞宗宝積寺[7] - かつての領主である森川氏一族の墓がある。清和尋常小学校（現・さいたま市立春岡小学校）創立の地。

深作四丁目
- 埼玉県深作排水機場

深作五丁目
- 岡組集落センター
- 深作五丁目会館
- 稲荷神社